# Philippe Sichel
Philippe Sichel (Francfort-sur-le-Main, 1839 - Paris, 20 mars 1899) est un marchand d'objets d'arts d'Extrême-Orient français. 

## Biographie
Il se rend au Japon en 1874 à la suite de la Restauration impériale car les objets anciens y sont alors amplement bradés et la demande en Europe est importante. Il écume ainsi le pays dans un but uniquement commercial ne s'occupant nullement des monuments qu'il voit. 
Il passe ainsi à Osaka et Yokohama et prend de nombreuses notes qui seront publiées chez Dentu en 1885 sous le titre Notes d'un bibeloteur au Japon, avec une préface d'Edmond de Goncourt. 
Il est inhumé au cimetière du Père-Lachaise (51e division).